# Most kolejowy nad rzeką Wałszą w Pieniężnie
Most kolejowy nad rzeką Wałszą – jednotorowy most kolejowy na rzece Wałsza w Pieniężnie, najwyższy czynny most kolejowy na terenie Warmii i Mazur oraz drugi, po moście w Ludwikowicach Kłodzkich, najwyższy czynny most kolejowy w Polsce o wysokości przęseł 28,5 m, położony w ciągu linii kolejowej nr 221 łączącej Braniewo z Olsztynem.

## Historia
Most kolejowy nad rzeką Wałszą w Pieniężnie został wybudowany w 1884 roku, łącząc początkowo Pieniężno z Olsztynem. Rok później, 1 lipca 1885 roku, oddano do użytku całą linię kolejową łączącą Olsztyn z Braniewem i Królewcem. Most zbudowany jest z trzech przęseł łukowych odwróconych do dołu o łącznej długości ok. 160 m, przejazd pociągów odbywa się po górnej części łuku. 

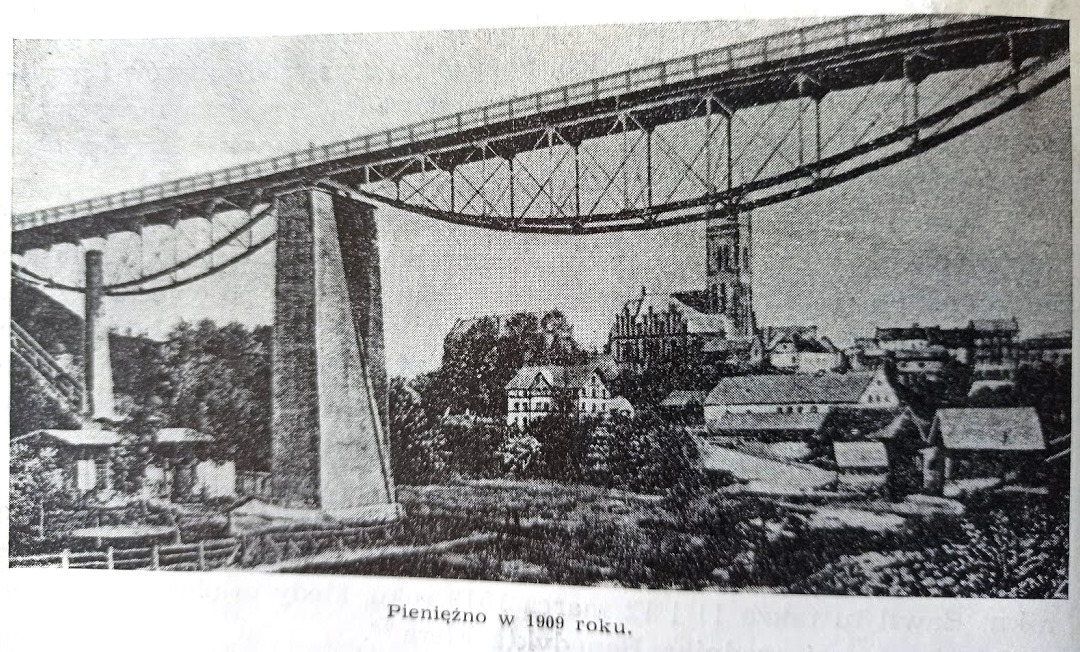

Pod koniec II wojny światowej, 17 lutego 1945, wycofujące się wojska niemieckie wysadziły most. Przez kilka lat linia łącząca Olsztyn z Pieniężnem i Braniewem była nieczynna (połączenie z Królewcem straciło rację bytu, gdyż za Braniewem wytyczona została granica z ZSRR, za którą znalazła się była stolica Prus Wschodnich). Most odbudowano i oddano do użytku w marcu 1951 roku, zachowując jego konstrukcję i wygląd.
Współcześnie przez most przebiega czynna linia kolejowa na trasie Olsztyn – Braniewo.